# Villanterio
Villanterio – miejscowość i gmina we Włoszech, w regionie Lombardia, w prowincji Pawia.
Według danych na rok 2004 gminę zamieszkiwało 2659 osób, 189,9 os./km².